# Közönséges vízijácint
A közönséges vízijácint (Eichhornia crassipes) az egyszikűek (Liliopsida) osztályának kommelínavirágúak (Commelianles) rendjébe, ezen belül a vízijácintfélék (Pontederiaceae) családjába tartozó faj.

## Előfordulása

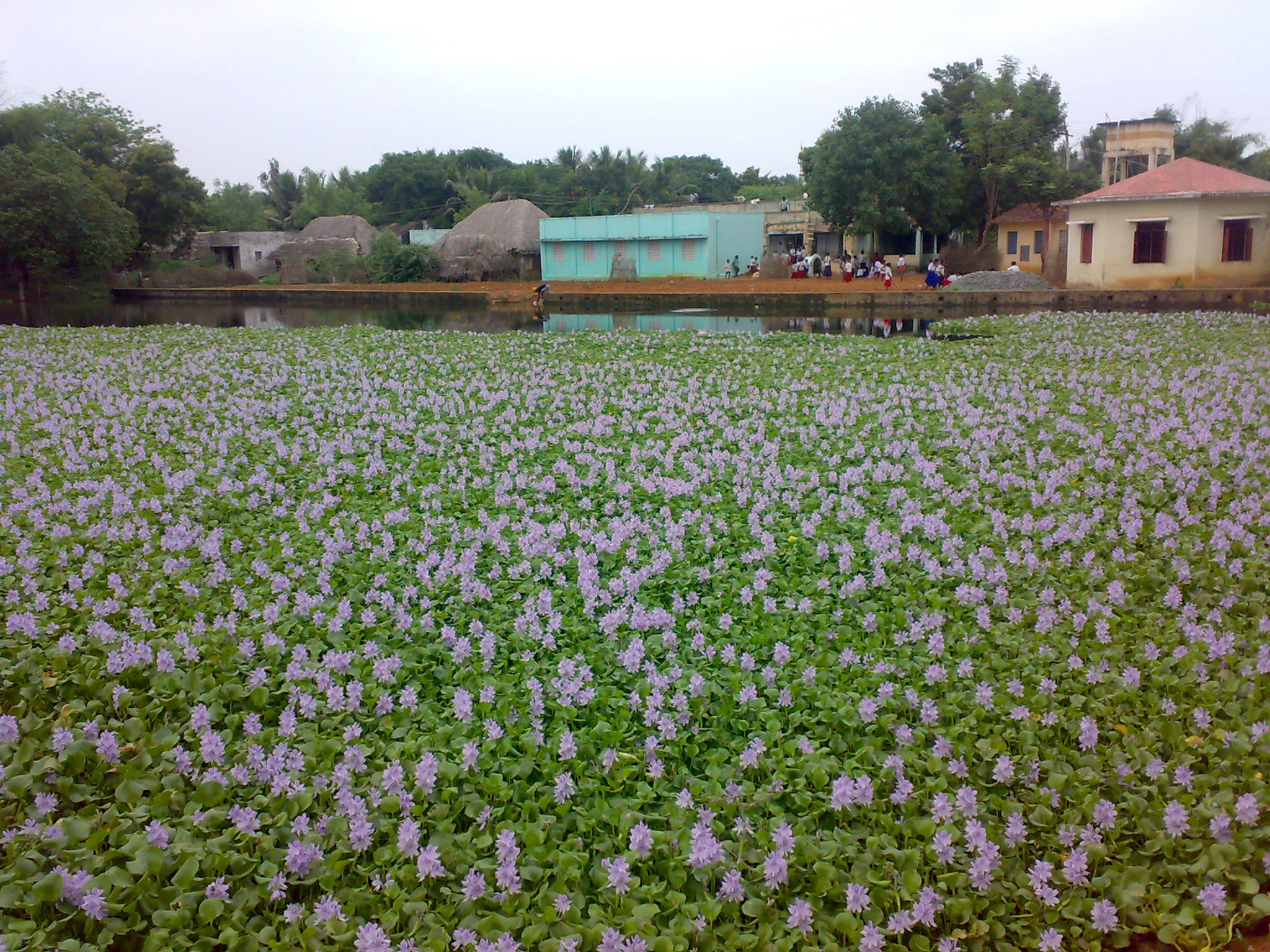
Közönséges vízijácintokkal benőtt tó

A közönséges vízijácint az Amazonas-medencében őshonos növényfaj. Sok más helyre is betelepítették, de azokon a helyeken inváziós fajnak bizonyult, erősen ellepve több állóvizet is. Talán a leghíresebb áldozata, az afrikai Viktória-tó.
Ez a növényfaj megélhet a trópusoktól és a szubtrópusoktól kezdve, egészen a melegebb éghajlatú mérsékelt övekig és az esőerdőkig is. Vízinövényként jól tűri a nagy esőzéseket; évi 8,2-27 liter/deciméter. A 21,1–27,2 Celsius-fokban érzi jól magát, a víz amelyben él 5–7,5 pH értékű kell, hogy legyen. Nem tűri a 35 Celsius-foknál melegebb vizet. A fagy és a sósvíz megölik a növény leveleit; az utóbbit az ember használja fel, le-leeresztve, egy-egy közönséges vízijácint „tutajt” a tengerekbe, hogy ott elpusztulhasson, felszabadítva ezzel az édesvizeket, amelyeket ellepett. A közönséges vízijácint nem nő, ha az élőhelyén a sótartalom mennyiség eléri a 15 százalékát a tengervizek sótartalmának. Brakkvízben, a növény levelei klorózisban szenvednek, vagyis képtelenek elég klorofillt termelni, és a közönséges vízijácint idővel elpusztul.

### Inváziós faj
Számos helyre betelepítették, ahol aztán hamarosan inváziós fajnak bizonyult. Az Európai Bizottság 2016-ban kiadott inváziós fajokra vonatkozó rendeletében szerepel, az EU területén, így hazánkban is hivatalosan inváziós fajnak számít. A rendelet értelmében szaporítása és mindennemű kereskedelme tilos, ajándékozást is beleértve.
Új-Zélandon annyira károssá vált, hogy a közönséges vízijácintot felvették a National Pest Plant Accord (Nemzeti Gyomnövény Szerződés) listájára. Ez a szerződés tiltja a listán lévő növények tovább szaporítását, terjesztését vagy árusítását.
A közönséges vízijácintot először a belga gyarmatosítók telepítették be Ruandába, hogy szebbé tegyék gyarmataik vizeit. Azonban a növény tovább terjeszkedett és 1988-ban elérte a Viktória-tavat is. Mivel Afrikában nincsen természetes ellensége, a növény gyorsan szaporodik és terjeszkedik. Térhódításával ellepi a vizeket, kiszívja azokból az oxigént, ennek következtében a halak megfulladnak, amely a helybéli gazdálkodás összeomlásához vezet. A Viktória-tavi közönséges vízijácint állományok megnehezítik a kenyai Kisumu város kikötőjéhez és egyéb kikötőkhöz való jutást.
1965-ben Etiópia északi részén, Koka víztározóban (Gelila-tó) és az Avas folyóban is megjelent. Itt nagy emberi munka árán, az Ethiopian Electric Light and Power Authority-nak sikerült szabályozni a növény állományát. Egyéb etióp helyek, ahol a közönséges vízijácint tért hódított magának: Gambela szövetségi állam, a Kék-Nílusnak a Tana-tó és Szudán közti szakasza, valamint az Alem Tena nevű város melletti Ellen-tó.

## Ellenségei és szövetségesei

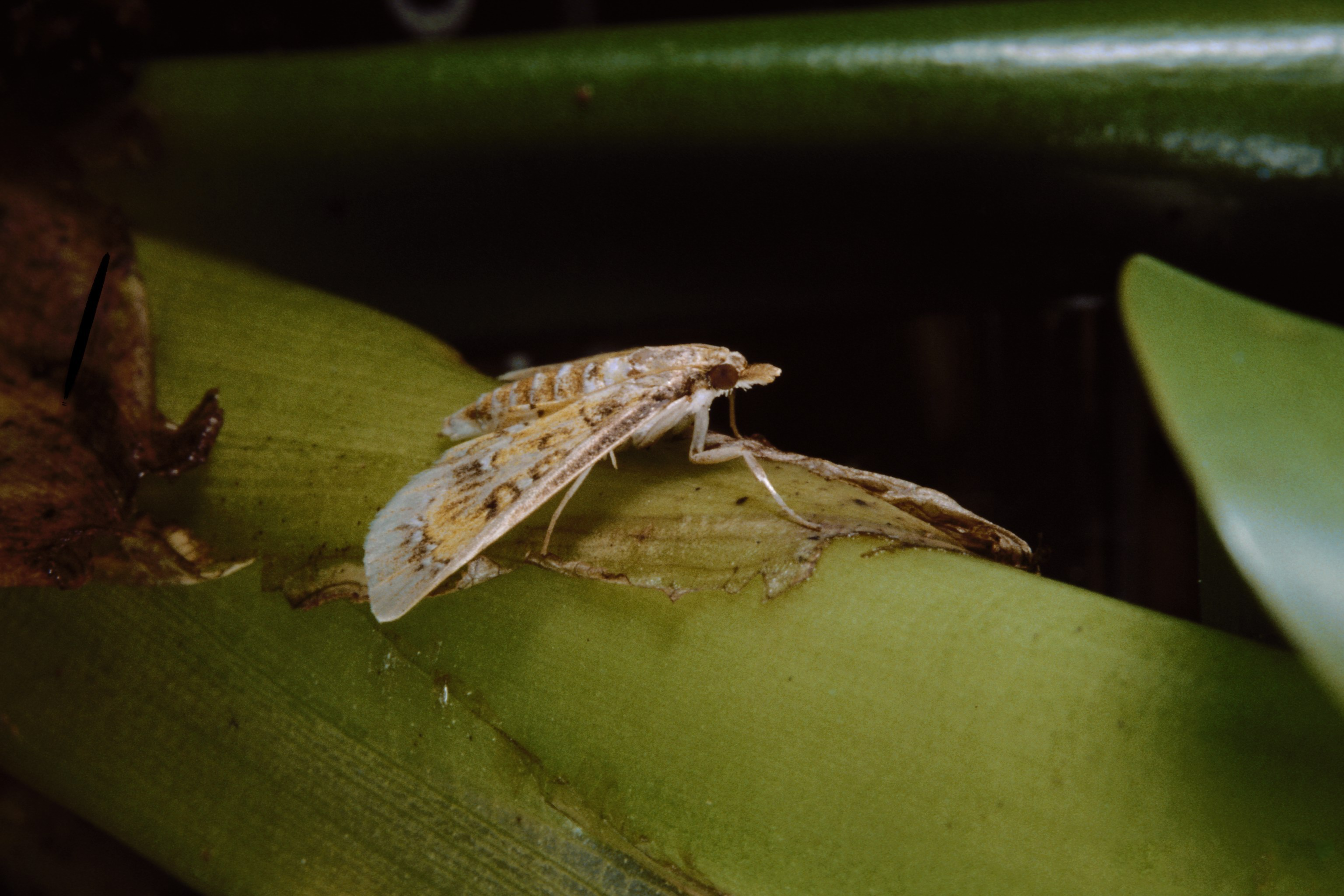
Niphograpta albiguttalis, a növény egyik legfőbb ellensége

Az ember, hogy visszaszorítsa a növényfajt, néhány ízeltlábút „toborozott” maga mellé. Köztük két ormányosbogár-félét (Curculionidae): a Neochetina bruchi-t és a Neochetina eichhorniae-t , valamint egy fényiloncafélét (Pyralidae), a Niphograpta albiguttalis-t (Warren). A Neochetina eichhorniae nevű ormányosbogár Louisiana államban erősen lecsökkentette a közönséges vízijácint állományokat, mivel úgy a lárva, mint az imágó, egyaránt rágcsálják a leveleket és a levélszárakat. A rágások miatt a növény nem tud nőni, súlyt felvenni, hosszú gyökereket ereszteni, és leányhajtásokat nőveszteni. Ezt az ormányosbogár-faj 1972-ben, Argentínából Floridába telepítették be.
Az Azotobacter chroococcum nevű nitrogén-megkötő baktérium, a közönséges vízijácint levélszár tövein él, és segít a növénynek a nitrogénhez való jutáshoz, de csak akkor, ha a közönséges vízijácint erős nitrogénhiányban szenved.

## Megjelenése

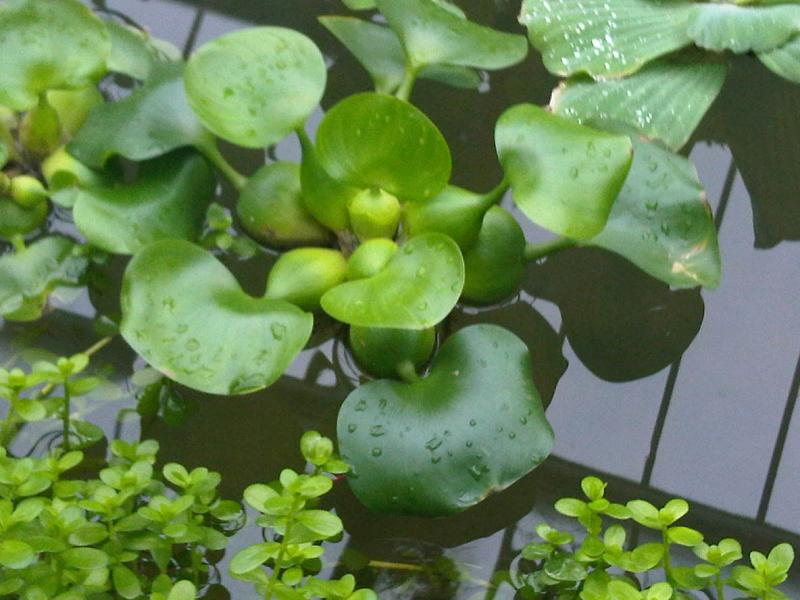
Vízen lebegő példány az angliai Királyi Botanikus Kertekben

A közönséges vízijácint szabadon lebeg a víz felszínén. Levelei szélesek, vastagok, ovális alakúak és fényes felületűek. A növény akár 1 méter magas is lehet. A víz felszínén úszó levelek 10-20 centiméter átmérőjűek. A növény szára hosszú, szivacsos és dudoros. A tollszerű, szabad gyökerei lilás-feketék. A felálló száron 8-15 jól látszó virág ül, amelyek levendula- vagy rózsaszínűek. Egy virágnak hat szirma van. Ha nem virágzik, a közönséges vízijácint összetéveszthető a Limnobium spongiával.
Igen gyorsan nő és terjeszkedik. Legfőbb terjeszkedési módszere az indából való leányhajtások nevelése. E módszer mellett hatalmas mennyiségű magot képes termelni. A magok 30 év után is életképesek maradnak. Annyira jól terjed, hogy kéthetenként megduplázza állományát.
A fiatal növény szúrós kristályokat tartalmaz. A felnőtt növényben pedig hidrogén-cianid, alkaloidok és terpenoidok találhatók, amelyek viszketést okozhatnak. Ha 2,4-D-vel (diklórfenoxi-ecetsav) gyomirtó szerrel fecskendezik be, akkor halálos mennyiségű nitrátokat halmozhat fel. A szennyvizek sem károsak az egészségére.

## Felhasználása

### Bionergia
Mivel igen gyorsan szaporodik és terjeszkedik, nagyon hasznos a biomassza növeléséhez. Egy hektárnyi közönséges vízijácint több mint 70 000 m³ biogázt termel. Curtis és Duke szerint egy kilogramm szárított anyag 370 liter biogázt tartalmaz, aminek energia tartalma 22,000 kJ/m3 (580 Btu/ft3), összehasonlítva a tiszta metánnal, amelynek energia tartalma (895 Btu/ft3).

### Szennyvizek tisztítása
A növény gyökerei felhalmozzák az ólmot, a higanyt és a Strontium-90-et, továbbá olyan organikus elemeket is, amelyek radioaktivitása tízezerszer nagyobb lehet, mint a környező vízé. Ezek miatt a közönséges vízijácintot használhatjuk szennyvíztisztítóként.

### Ételként
A Kínai Köztársaságban, magas karotin tartalma miatt zöldségként használják. Az indonéziai Jávában néha megsütik a szárát és virágait.

### Orvosságként
A jávai Kedahban a közönséges vízijácint virágait a lovak bőrápolásához használják fel. Ott „tonik”-nak becézik.

### Egyéb felhasználása
Kelet-Afrikában a Viktória-tónál a közönséges vízijácintból bútorokat, kézitáskákat és köteleket készítenek. A növényt állatok takarmányaként és a földek trágyázásához is hasznosítják; az utóbbiról azonban vita folyik, mivel a növény magas pH savtartalmú.

## Képek

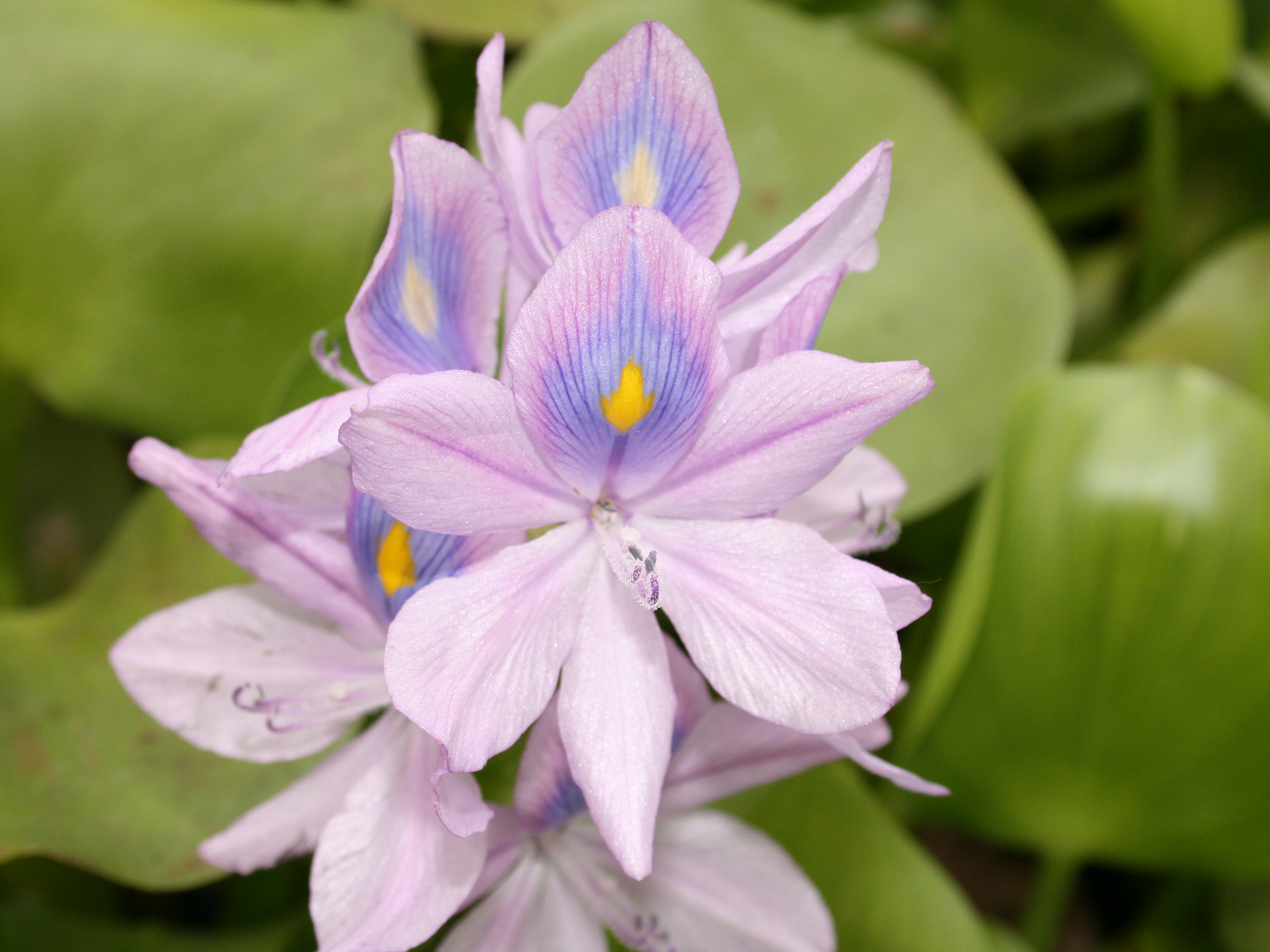
Virágai közelről
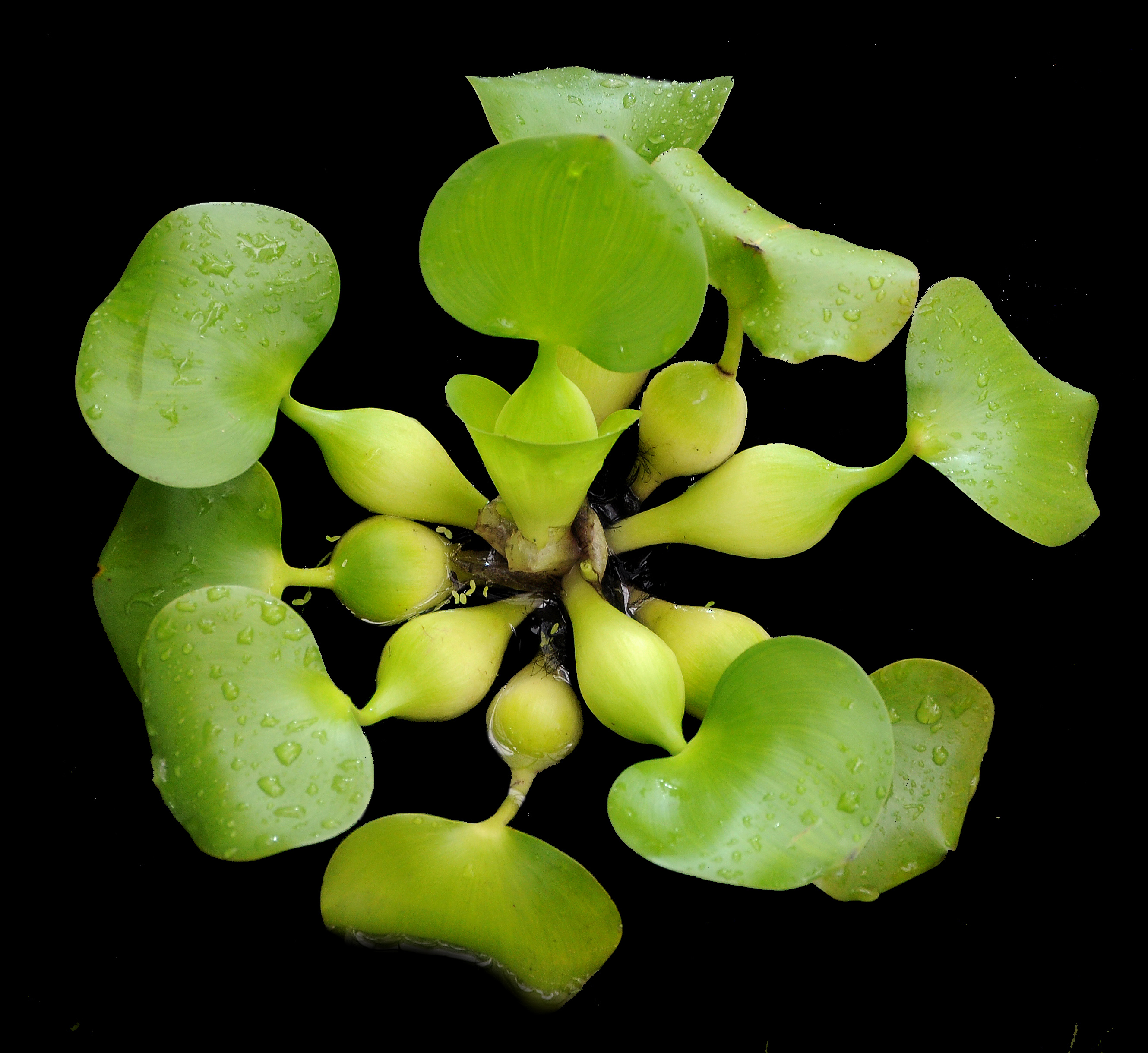
A levelek dudoros levélszárakon ülnek
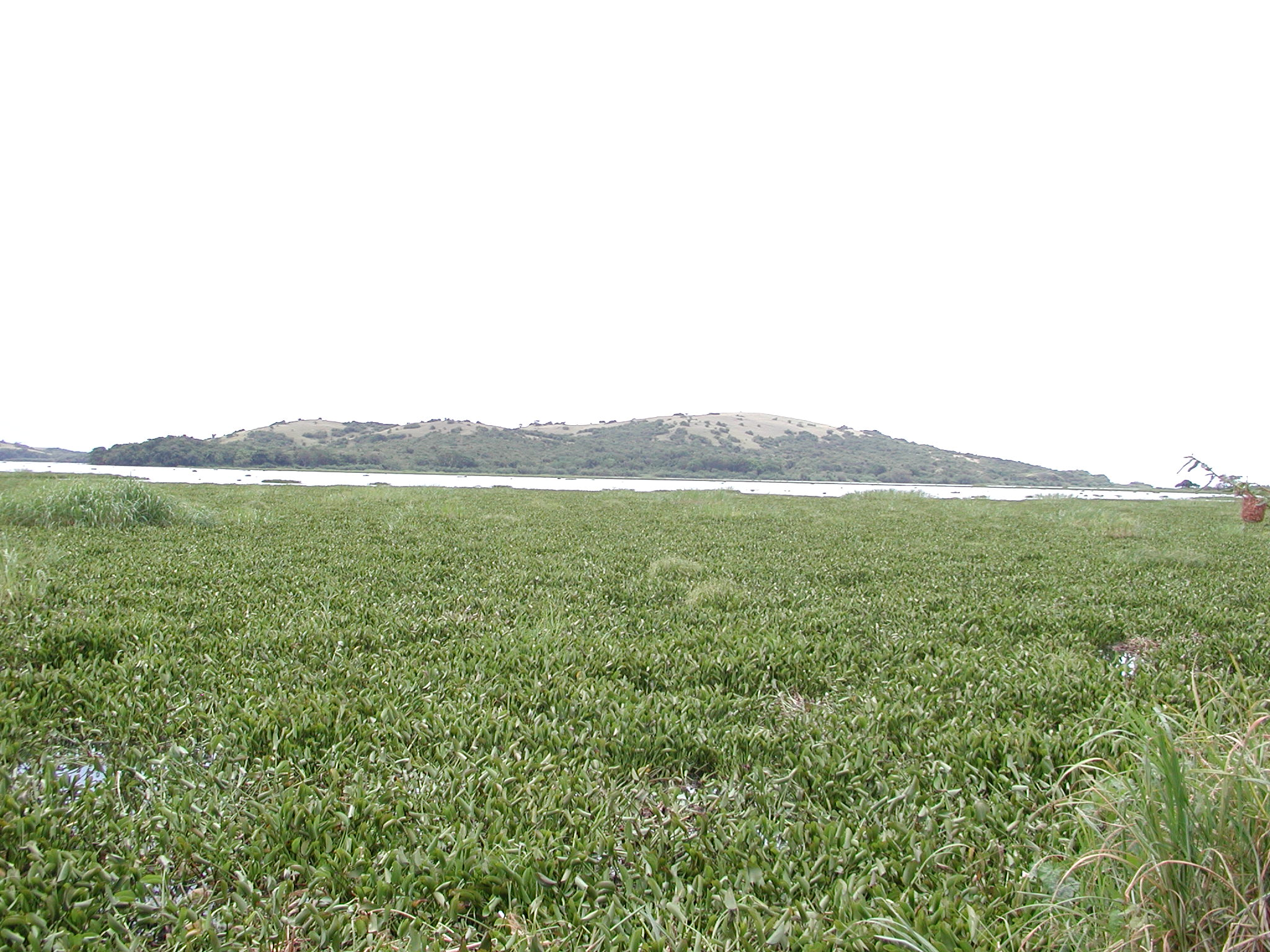
Közönséges vízijácint „tenger” a Viktória-tavon
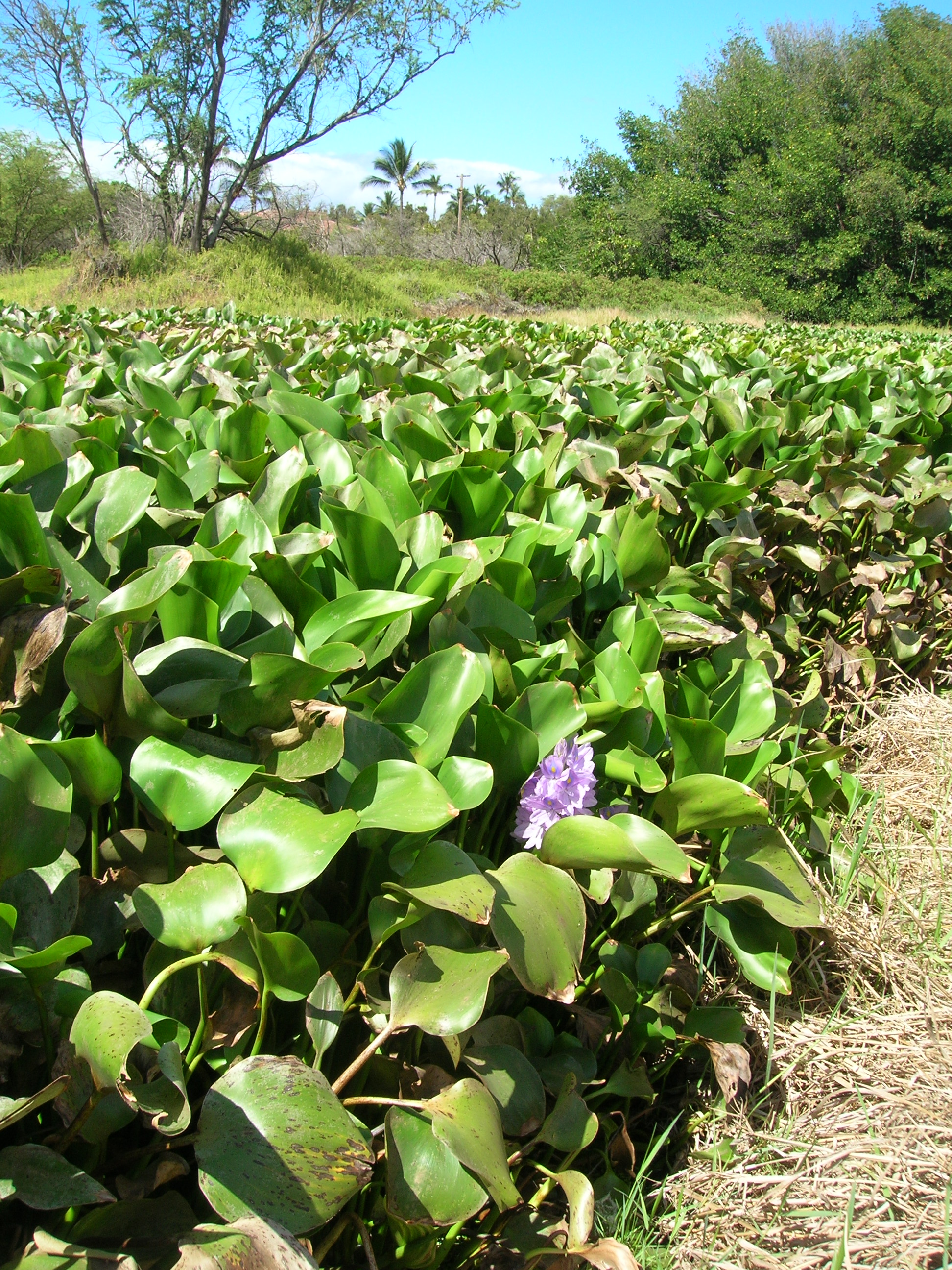
A hawaii Mauit is ellepte
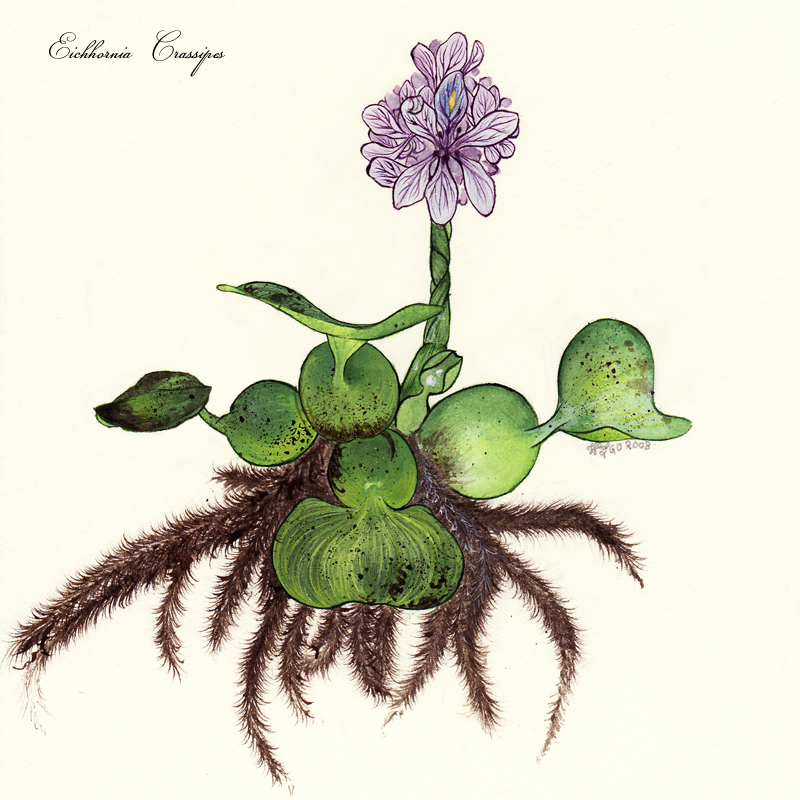
Rajz a növényről

## Fordítás
- Ez a szócikk részben vagy egészben  az   Eichhornia crassipes című angol Wikipédia-szócikk ezen változatának fordításán alapul.  Az eredeti cikk szerkesztőit annak laptörténete sorolja fel. Ez a jelzés csupán a megfogalmazás eredetét és a szerzői jogokat jelzi, nem szolgál a cikkben szereplő információk forrásmegjelöléseként.